# Szemfutás

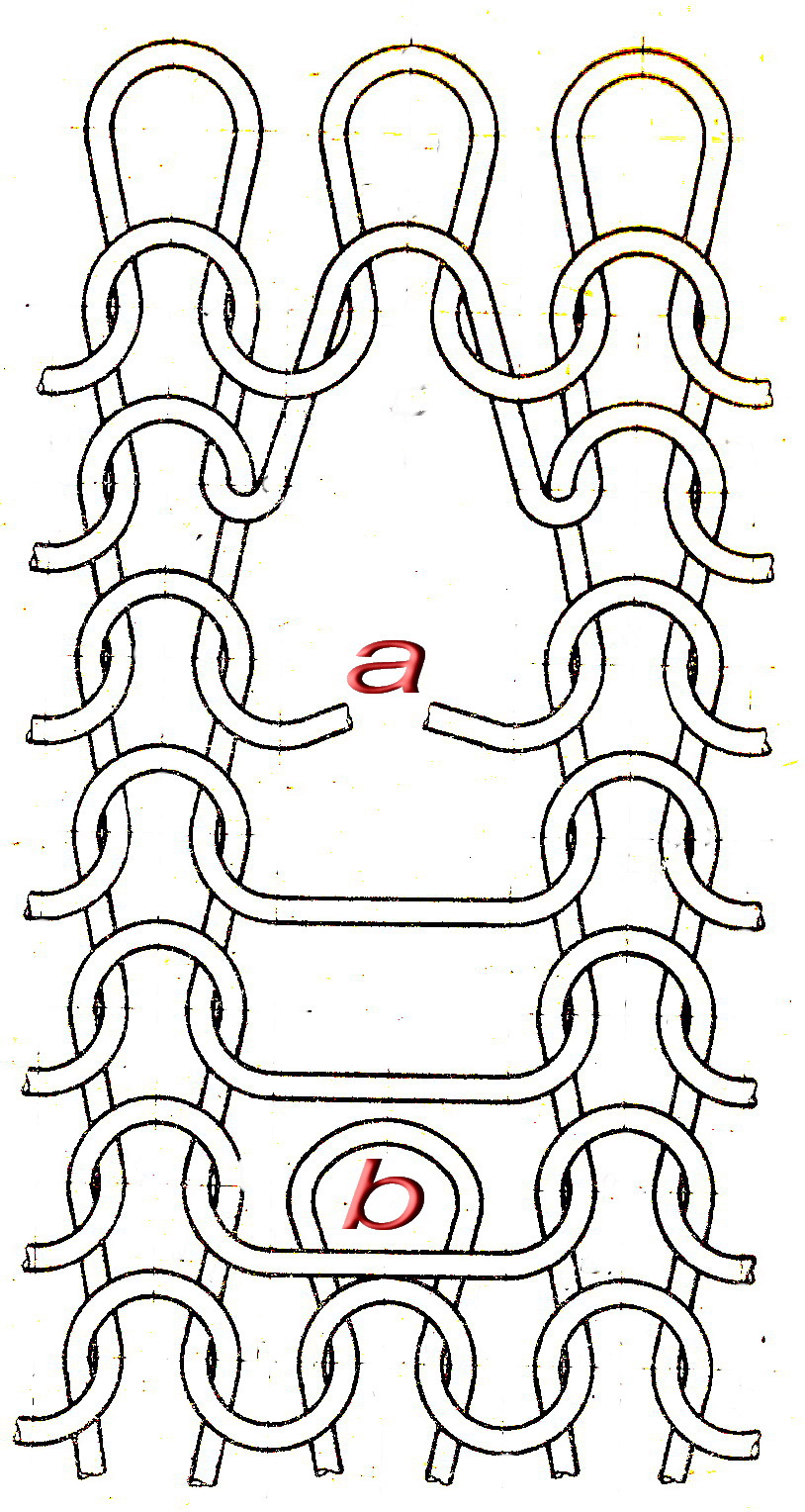
Szemlefutás vetülékrendszerű kötött kelmében. a) Elszakadt fonal, b) lefutó szem.

A szemfutás vagy szemlefutás a vetülékrendszerű – kézzel kötött, vagy síkkötő- vagy körkötőgépen készült – kötöttáruk gyakori hibája. Ez a hiba olyankor fordul elő, amikor egy szemben elszakad a fonal. Ilyenkor azon a helyen megszakad a szemek kapcsolódása és a szakadás helyétől lefelé megindul a szemek sorozatos felbomlása – létrejön a szemlefutás jelensége. Az, hogy milyen hosszan következik be ez a hiba, függ a fonaltól, a kelmeszerkezet zártságától és a kelme mechanikai igénybevételétől. Sima, kis súrlódási tényezőjű fonalak esetén, laza szerkezetű kelmében, vagy a kelme meghúzódása esetén a szemfutás hosszabb szakaszon jön létre.

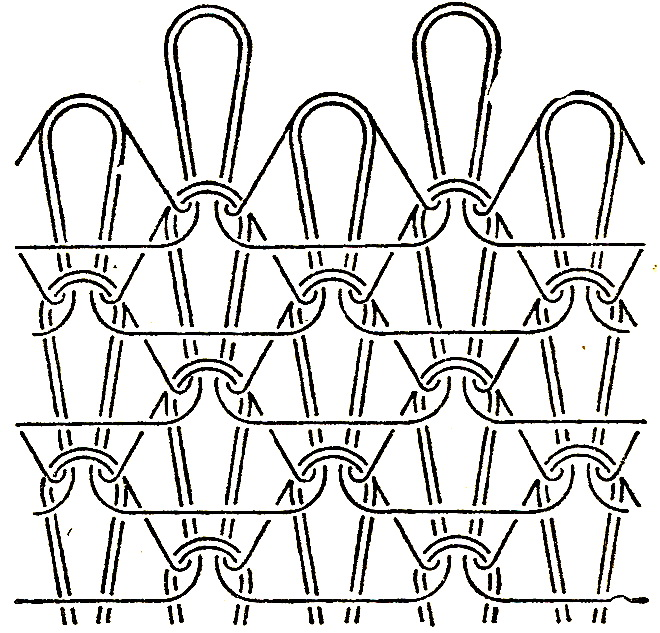
Micromesh (szemfutásgátló) kelmeszerkezet

A szemfutás különösen gyakori a sima kötésű, nagyon vékony, kis súrlódási tényezőjű fonalból (korábban viszkózból, újabban nejlonból) készült női harisnyáknál, harisnyanadrágoknál. Megakadályozására a korszerű körkötőgépen készült harisnyák esetében mód van olyan kelmeszerkezet kialakítására, amely megakadályozza a szemek hosszabb szakaszon bekövetkező lefutását, ez az ún. micromesh kelmeszerkezet. A mintás kötésű harisnyákon – a mintázat adta bonyolult szemszerkezet következtében, ami akadályozza a szemek lefutását – ez a hiba szintén kevésbé fordul elő. Ugyancsak gátolja a szemlefutást a terjedelmesített (texturált, „krepp-”) fonalak alkalmazása, mert ezek kuszált elemiszálai fékezik a szemek felbomlását.

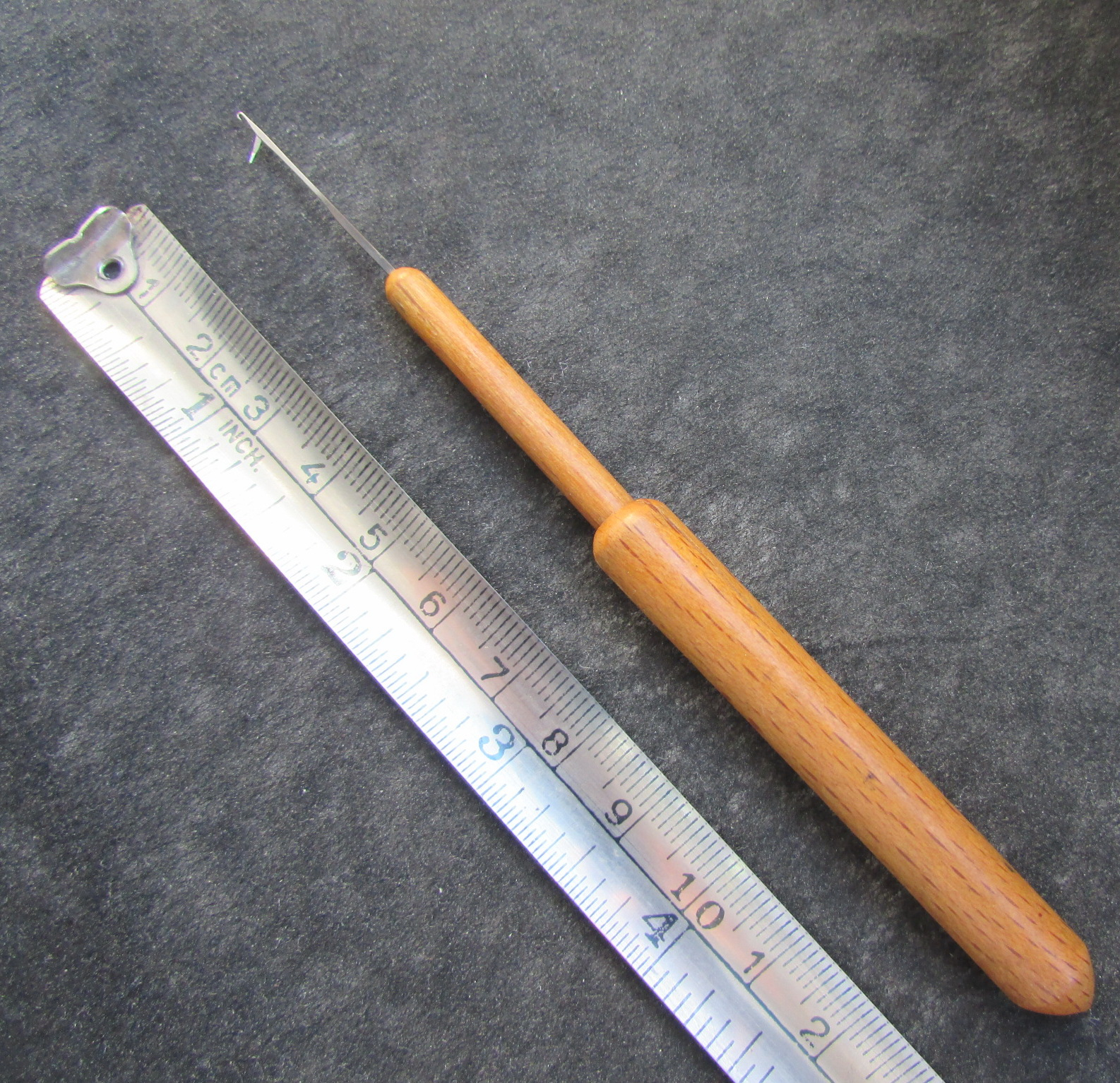
Szemfelszedő tű

A szemfutás javítása, a szemfelszedés, alulról felfelé történik. Az utolsó, még ép szembe (az ábrán b) beakasztanak egy kanalas tűt (szemfelszedő tűt) és annak működtetésével felfelé haladva, soronként szedik fel a szemeket, amíg elérik a fonalszakadás helyét. Ott a javított szemoszlop melletti valamelyik szembe kötik be az utolsó szemet és a termék gyártásához használt azonos vagy ahhoz nagyon hasonló fonallal elvarrják, rögzítik a javítás helyét. A javítás helye valamennyire látható marad, de a termék használhatóságát ezzel sikerül helyreállítani.
A harisnyákon kialakult szemfutás javítására szolgáló gépet valószínűleg az 1930-as években találták fel. Ez a gép pneumatikus meghajtással egy finom kanalas tűt mozgat hosszanti irányban, ezzel téve lehetővé, hogy a szemeket könnyen és gyorsan lehessen felszedni. Használatát a szemfutásra hajlamos finom selyemharisnyák, viszonylag magas ára indokolta, ami miatt érdemes volt javításukkal foglalkozni.
Magyarországon különösen az 1960-as évektől terjedt el széles körben a harisnya-szemfelszedés mestersége. Ebben az időben az akkor már világszerte elterjedt nejlonharisnyák még rendkívül drágák voltak, sokszor hiánycikknek is számítottak, a jó minőségű nejlonharisnyához sokszor csak csempészáru formájában lehetett hozzájutni, ezért javíttatásuk nagyon is kifizetődő volt. Nagyon sokan rendezkedtek be szemfelszedésre, amihez külföldről beszerezték a szükséges gépet is. A harisnya-szemfelszedés igazi fénykora az 1970-es, 1980-as években volt. Általában szemsoronként 1 forintot kértek a szemfelszedésért. Később már olyan mértékben megfizethetővé váltak a nejlonharisnyák, és a bonyolultabb mintázatú, meg az elasztánfonalat is tartalmazó termékeken a szemfelszedés nem is volt jól megoldható, hogy ez a lakosság számára végzett foglalkozás lassan „kihal”.
Az érvényben lévő Foglalkozások Egységes Osztályozási Rendszere (FEOR) is ismeri a szemfelszedő munkakört, FEOR 08 8122-64 számon.